# Sokołówka (województwo lubelskie)
Sokołówka – wieś w Polsce położona w województwie lubelskim, w powiecie biłgorajskim, w gminie Frampol. Leży nad Białą Ładą.
W latach 1975–1998 miejscowość położona była w województwie zamojskim.
Wieś jest sołectwem w gminie Frampol. Według Narodowego Spisu Powszechnego z roku 2011 wieś liczyła 306 mieszkańców i była ósmą co do wielkości miejscowością gminy.
Wierni Kościoła rzymskokatolickiego należą do parafii  św. Jana Nepomucena i Matki Bożej Szkaplerznej we Frampolu.